# Bernat Hug de Rocabertí

Creu de l'orde de Sant Joan de Jerusalem o de l'Hospital

Bernat Hug de Rocabertí i d'Erill (entre 1415/1420-1485) pertanyia al llinatge dels Rocabertí de Cabrenys. Va ser cavaller de l'Hospital, militar i poeta de la cort de Joan II d'Aragó.

## Orígens familiars
Bernat Hug de Rocabertí va néixer entre el 1415 i el 1420 amb tota seguretat a la població empordanesa de Maçanet de Cabrenys. Era fill del baró de Cabrenys, Guillem Hug de Rocabertí, i de Francesca d'Erill. Tenia tres germans més: l'hereu de la baronia, Dalmau de Rocabertí i d'Erill, Pere de Rocabertí, que es convertiria en un dels defensors de Girona en la Guerra Civil Catalana del segle xv, i una noia, Joana de Rocabertí, que es va casar amb Pere de Vilagut, senyor de Sant Mori.

## Ingrés a l'orde de l'Hospital
El seu lloc en la família el predisposava a seguir la carrera eclesiàstica, i concretament es van decidir per un orde religiosomilitar. Fou l'orde de Sant Joan de Jerusalem, també conegut com a orde de l'Hospital. Aquesta tria no va ser casual, ja que, en aquest orde, un dels membres destacats era cunyat de la seva germana, Joan de Vilagut, que a partir de 1428 fou el Castellà d'Amposta. Bernat Hug de Rocabertí es va posar de seguida a l'òrbita del seu parent. Es va convertir en un dels seus homes de confiança -lloctinent- el 1441, quan Vilagut marxava a Rodes, seu central de l'orde. A partir del 1436 el trobem confabulat contra altres membres de l'orde per aconseguir càrrecs. En molts de casos feia servir la violència. Gràcies a la seva tenacitat va aconseguir la comanda hospitalera d'Alfambra, a l'Aragó. Aquesta fama de cavaller bregós i alhora bon gestor va fer que aviat es convertís en persona influent en l'orde de l'Hospital. Des del 1455, fou una persona situada a l'òrbita de qui seria el nou rei, Joan de Navarra, el futur Joan II. Totes dues coses el van dur a aconseguir millores dins de l'orde. Primer li van lliurar la comanda de Montsó, el 1456. El 1461 es va convertir en castellà d'Amposta, el càrrec més alt de l'orde a la Corona d'Aragó.

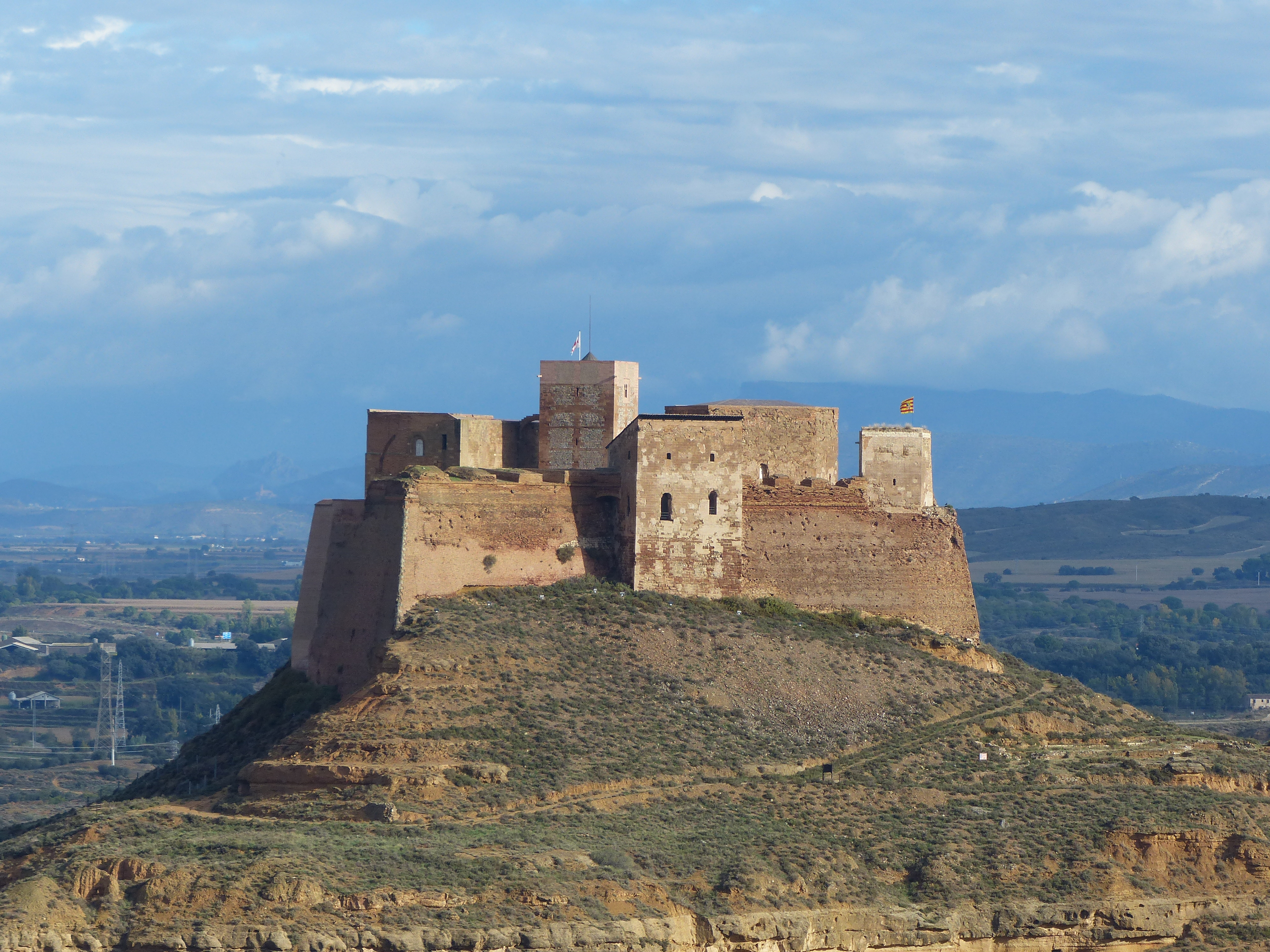
El castell de Montsó

## A la cort de Joan II
Al costat del rei Joan II va començar una vida de missions diplomàtiques. Primer, amb els enfrontaments que el Rei tenia a Castella i que afectaven les possessions aragoneses de l'orde de l'Hospital (negociacions d'Ágreda, el 1453). Després, la vida militar, amb el comandament dels exèrcits reials contra la Generalitat, durant la Guerra Civil (1462-1472). Si alguna cosa s'ha de destacar de Bernat Hug de Rocabertí és la vàlua com a militar. Primer va protegir la fugida del rei de Lleida el 1461. A Lleida l'havia encerclat l'exèrcit del Principat, que volia alliberar el Príncep Carles de Viana. Va ser sobretot en el transcurs de la Guerra on el trobem lluitant fervorosament al costat del Rei. Va ser un capitost extremadament diligent. És a totes les batalles importants, dirigint-hi una part de l'exèrcit, des del principi, amb la invasió de Catalunya des de Montsó, acompanyat del també hospitaler Pere de Biure i a continuació a la batalla de Rubinat, el 1462; passant per la batalla de Calaf i el setge d'Amposta del 1465, fins a la batalla de Viladamat el 1471, on va caure presoner per cobrir la retirada del Rei i del Príncep Ferran. Va ser també militar destacat en la recuperació del Rosselló, que va continuar a la Guerra fins al 1475. Va ser en aquests anys que el Rei li va encomanar, juntament amb el comte de Prades, una missió diplomàtica molt important: la visita al rei Lluís XI de França: per solucionar el problema del Rosselló. En el decurs d'aquesta ambaixada fou fet presoner en diverses ocasions per part del rei francès, d'aquesta manera dilatava la negociació per guanyar temps i consolidar la seva posició sobre el Rosselló.

## Poeta
A més de polític i militar, Bernat Hug de Rocabertí va ser també poeta, seguidor d'Ausiàs March (que s'havia posat de moda a la cort). En conservem una única poesia lírica, un llarg poema narratiu i al·legòric titulat La glòria d'amor. S'hi detecten influències no només de March sinó també de poetes italians com Dante o Petrarca. Sabem que participava en la vida cultural de la cort, perquè un altre poeta important de l'època -Pere Torroella- li va escriure una epístola on li contesta un tema referent a l'amor. Malauradament no s'ha conservat l'epístola que va motivar aquesta resposta.

## Últims anys
Tot i la seva feina com a polític i militar, i el paper destacat en les lletres al costat del Rei, Bernat Hug de Rocabertí no va poder fer res per aconseguir que el monarca concedís al seu germà l'herència dels sards Arborea, que va passar als vescomtes de Narbona. Bernat Hug de Rocabertí es va retirar de la vida cortesana i es va dedicar al patrimoni de l'orde de l'Hospital. Devia morir al voltant del 1485, segurament a Montsó o potser a Saragossa.